# Millefleur
Millefleur, mille-fleurs (z franc. tysiąc kwiatów) – wzór złożony z licznych, drobnych kwiatów, zwłaszcza na tkaninach. Nazwą tą określa się także rodzaj tapiserii, wytwarzanych w Europie w XIV i XV wieku, na których główna scena figuralna (zwłaszcza o charakterze dworskim) została przedstawiona na takim właśnie tle roślinnym. Między kwiatami znajdują się często niewielkie zwierzęta, np. ptaki. Przykładem tapiserii tego typu jest Dama z jednorożcem. 

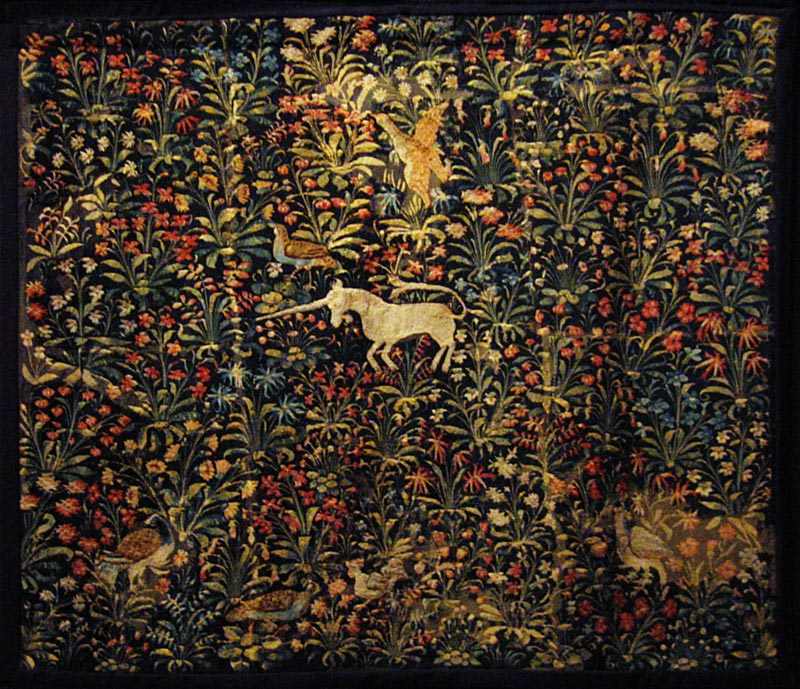
Tapiseria flamandzka millefleur
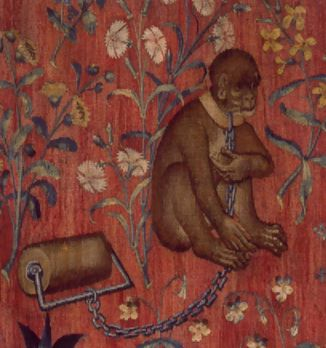
Dama z jednorożcem (detal)
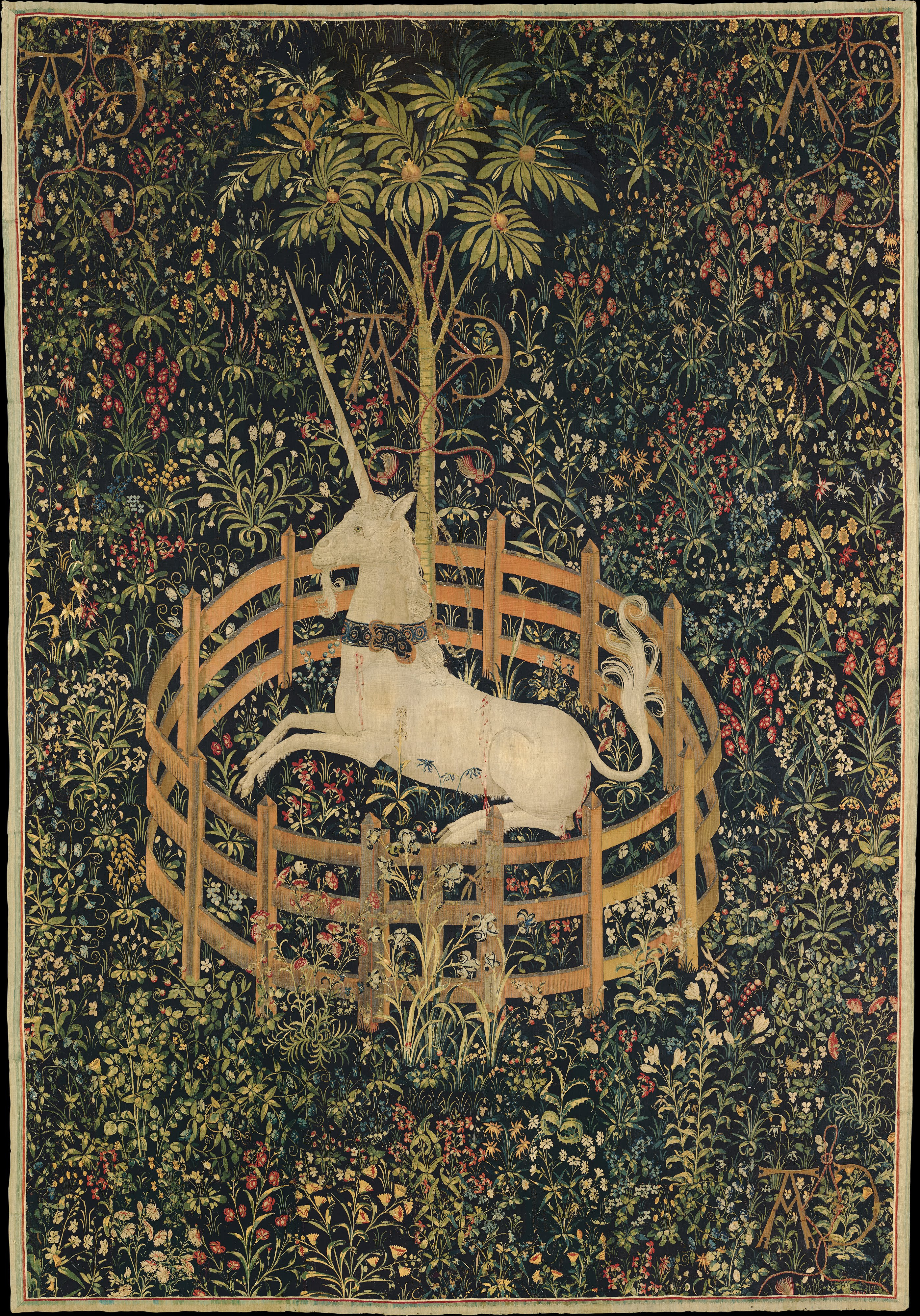
Tapiseria ze schwytanym jednorożcem, 1495-1505